# LGA 1151
LGA 1151 (chiamato anche Socket H4) è un socket progettato da Intel per sostituire l'LGA 1150 (noto come Socket H3). LGA 1151 dispone di 1151 spine sporgenti per mettere in contatto con le piazzole sul processore. Il regolatore di tensione è stato nuovamente spostato dalla matrice della CPU alla scheda madre.

## Caratteristiche
La maggior parte delle schede madri per questo socket supporta solo la memoria DDR4, un numero inferiore la memoria DDR3(L), e ancora meno hanno slot sia DDR4 e DDR3 (L) ma può essere installato solo un tipo di memoria. Alcuni avranno un supporto UniDIMM, che consentono di collocare entrambi i tipi di memoria nello stesso DIMM, piuttosto che avere DIMM DDR3 e DDR4 separati.
Tutti i chipset Skylake supportano Intel Rapid Storage Technology, Intel Clear Video Technology e Intel Wireless Display Technology (è necessaria una CPU appropriata). La maggior parte delle schede madri con il socket LGA 1151 supporta diverse uscite video (DVI, HDMI 1.4 o DisplayPort 1.2 - a seconda del modello). L'uscita VGA è opzionale perché le CPU Skylake hanno abbandonato il supporto per questa interfaccia video. HDMI 2.0 (4K @ 60 Hz) è supportato solo su schede madri dotate di controller Alpine Ridge Thunderbolt Intel.
I chipset Skylake non supportano l'interfaccia PCI convenzionale, tuttavia i fornitori della scheda madre possono implementarla utilizzando chip esterni.
Le soluzioni di raffreddamento per i socket LGA 1151, 1150, 1155 e 1156 sono intercambiabili poiché tutte hanno la stessa distanza di 75 mm tra ciascun foro di fissaggio.